# 1 Pułk Kirasjerów (Cesarstwo Niemieckie)

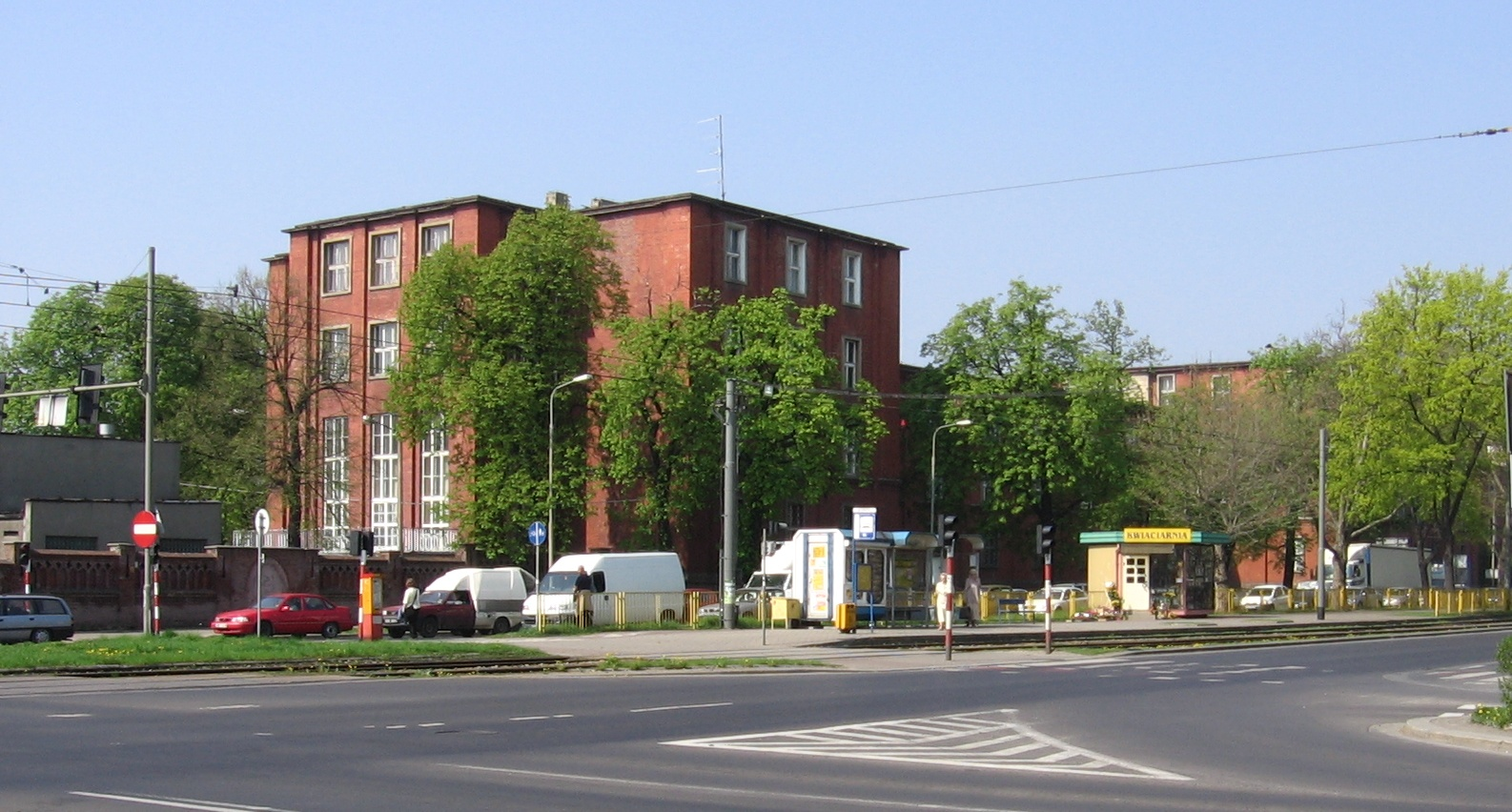
Koszary pułku

1 Przyboczny pułk kirasjerów im. Wielkiego Księcia Elektora (Śląski) (niem. Leib-Kürassier-Regiment „Großer Kurfürst“ (Schlesisches) Nr. 1)  – pułk kawalerii niemieckiej okresu Cesarstwa Niemieckiego.

## Charakterystyka
Pułk został sformowany 1 lipca 1674. Stacjonował we Wrocławiu . Wchodził w skład VI Korpusu Armijnego .

 Wiosną 1914 był w strukturze 11 Brygady Kawalerii z 11 Dywizji Piechoty.

30 grudnia 1916 oddział przeorganizowano w spieszony pułk kawalerii.